# Wolf C. Hartwig
Wolf C. Hartwig (Düsseldorf, 1919. szeptember 8. – Párizs, Franciaország, 2017. december 18.) német filmproducer.

## Fontosabb filmjei
- Bis fünf nach zwölf – Adolf Hitler und das 3. Reich (1953, dokumentumfilm)
- Szerelem, ahogy az asszony akarja (Liebe, wie die Frau sie wünscht) (1957)
- Alle Sünden dieser Erde (1958)
- Mit Eva fing die Sünde an (1958)
- Du gehörst mir (1959)
- Endstation Rote Laterne (1960)
- Der Satan lockt mit Liebe (1960)
- Ein Toter hing im Netz (1960)
- Die Insel der Amazonen (1960)
- Die Flußpiraten vom Mississippi (1963)
- Die Diamantenhölle am Mekong (1964)
- Weiße Fracht für Hongkong (1964)
- Das Geheimnis der chinesischen Nelke (1964)
- Die Goldsucher von Arkansas (1964)
- Die schwarzen Adler von Santa Fe (1965)
- Die letzten Drei der Albatros (1965)
- Der Fluch des schwarzen Rubin (1965)
- Das Geheimnis der gelben Mönche (1966)
- Agent 505 - Todesfalle Beirut (1966)
- Fünf vor 12 in Caracas (1966)
- Eine Handvoll Helden (1967)
- Le calde notti di Lady Hamilton (1968)
- Schulmädchen-Report: Was Eltern nicht für möglich halten (1970)
- Ein toter Taucher nimmt kein Gold (1974)
- Vaskereszt (Cross of Iron) (1977)
- A halál fűrésze (Die Säge des Todes) (1981)